# Jürgen Kießling
Jürgen Kießling (* 1939; † 13. Juli 2006 in Berlin) auch  Mister WM war u.a Haupt-Initiator der Fanmeile auf der Straße des 17. Juni aber auch maßgeblich an der Vorbereitung und Koordinierung sämtlicher WM-Veranstaltungen in Berlin beteiligt und agierte zudem als Sprecher der zwölf deutschen WM-Städte.

## Leben
Jürgen Kießling begann seine Karriere in der Berliner Verwaltung 1986 unter Bildungssenatorin Hanna-Renate Laurien. Nach der Vergabe der Fußball-Weltmeisterschaft 2006 an Deutschland übertrug ihm der Senat die Aufgabe des WM-Koordinators für Berlin. Als WM Koordinator war er für die Vorbereitung und Organisation aller WM-Veranstaltungen in der Hauptstadt zuständig, weshalb er Berlins höchster Sportbeamter war. Er leitete im Amt eines Leitenden Senatsrates die Sportabteilung in der Senatsverwaltung für Inneres und Sport. Jürgen Kießling starb am 13. Juli 2006 durch Suizid.